# Simfonia núm. 15 (Xostakóvitx)
La Simfonia núm. 15 en la major, op. 141, composta entre finals de 1970 i el 29 de juliol de 1971, és la simfonia final de Dmitri Xostakóvitx. Va ser la seva primera simfonia purament instrumental i no programàtica des de la desena del 1953. Xostakóvitx va començar a planificar i dibuixar la quinzena a finals de 1970, amb la intenció de compondre per a ell mateix una obra alegre per commemorar el seu 65è aniversari l'any vinent. Després de completar la partitura de l'esbós l'abril de 1971, va escriure la partitura orquestral al juny mentre rebia tractament mèdic a la ciutat de Kurgan. La simfonia es va completar el mes següent a la seva datxa d'estiu a Repino. La simfonia va ser seguida per un període prolongat d'⁣inactivitat creativa que no va acabar fins a la composició del Catorzè Quartet el 1973.
La Quinzena Simfonia es va interpretar per primera vegada en privat en una reducció per a dos pianos per a membres de la Unió de Compositors Soviètics i convidats l'agost de 1971. La seva estrena mundial prevista al setembre es va ajornar quan Xostakóvitx va patir el seu segon atac de cor a principis d'aquell mes. Després d'una hospitalització de dos mesos, Xostakóvitx es va recuperar prou bé per assistir als assajos de l'estrena de la Quinzena a partir de finals de desembre de 1971. L'estrena va tenir lloc a Moscou el 8 de gener de 1972, interpretada per l'⁣Orquestra Simfònica de Ràdio i Televisió d'All-Union dirigida per Maksim Xostakóvitx. L'estrena a l'hemisferi occidental va tenir lloc a Filadèlfia el 28 de setembre de 1972 amb l'⁣Orquestra de Filadèlfia dirigida per Eugene Ormandy. La reacció crítica immediata a la simfonia va ser aclaparadorament positiva a la Unió Soviètica, però més variada a Occident.
L'extens ús de la cita musical per part de Xostakóvitx a la Quinzena ha atret especulacions des de la seva estrena. Inicialment, va comparar el primer moviment amb una "botiga de joguines", però més tard va advertir als oients que no prenguessin la seva descripció amb massa precisió. Una cita de l'obertura de Guillaume Tell de Gioacchino Rossini es repeteix al llarg del primer moviment, mentre que l'últim moviment cita una cançó de Mikhail Glinka i el motiu del destí de Götterdämmerung i Tristan und Isolde de Richard Wagner. La crítica també ha detectat en la simfonia més cites i al·lusions, d'altres compositors així com de la mateixa música de Xostakóvitx. Bernard Jacobson va escriure el 1972 que l'atractiu durador de la simfonia estava assegurat perquè feia ús d'"un dels majors actius expressius [de Xostakóvitx]: una ambivalència emocional provocadora i sovint poderosament afectiva".

## Moviments
- Allegretto
- Adagio - Largo - Adagio - Largo
- Allegretto
- Adagio - Allegretto - Adagio - Allegretto

## Història

### Composició

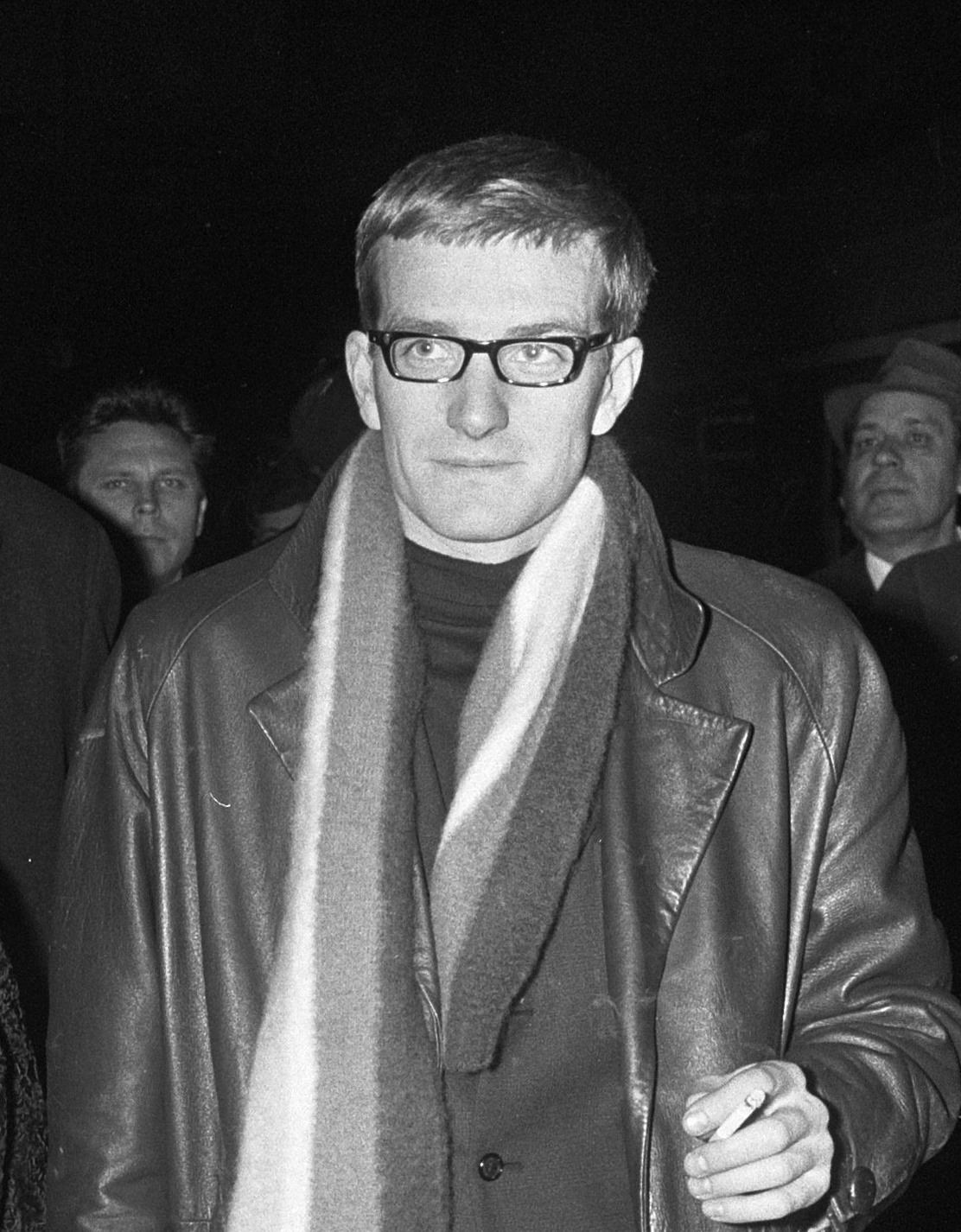
Maksim Xostakóvitx, director de l'estrena de la Quinzena Simfonia

Xostakóvitx va començar a preparar la Quinzena Simfonia a finals de 1970. Originalment, la va planificar com un regal per al seu 65è aniversari. Li va escriure a Borís Tísxenko que volia escriure una "simfonia alegre". Xostakóvitx va completar un esbós de la Quinzena Simfonia amb un total de 18 pàgines no més tard del 2 d'abril de 1971. El manuscrit de l'esbós també inclou un esbós inacabat i escenari encara inèdit de "Yelabuga Nail" de Ievgueni Ievtuixenko, un poema sobre el suïcidi de Marina Tsvetàieva.
Aquell juny, Xostakóvitx va viatjar amb la seva dona a la clínica de Gavriil Ilizarov a Kurgan per continuar el tractament de la seva poliomielitis, que estava rebent des de 1968. Mentre era allà va començar l'esborrany final de la Quinzena Simfonia. Va escriure a Marietta Šaginjan que estava treballant sempre "a punt de plorar":
| « | Les llàgrimes van sortir dels meus ulls no perquè la simfonia fos trista, sinó perquè els meus ulls estaven molt esgotats. Fins i tot vaig anar a un oftalmòleg que em va proposar fer una petita pausa. El descans em va ser molt dur. És molest allunyar-se quan un està a la feina. | » |

Xostakóvitx més tard va fer comentaris similars a Sofia Khentova, dient-li que la simfonia no "li va permetre un moment de descans":
| « | Va ser una obra que simplement em va enganxar, una de les poques que em van aparèixer al cap amb total claredat de la primera a l'última nota. No em quedava res per fer més que escriure-ho. | » |

Veniamin Basner va recordar que el compositor es va queixar que el treball del final avançava massa lentament.
Xostakóvitx va continuar treballant en la simfonia després de deixar la clínica per la seva casa rural d'estiu a Repino. El 13 de juliol va rebre la visita del seu amic Isaak Glikman, a qui el compositor va declarar que havia completat els dos primers moviments i que estava treballant en el tercer. Xostakóvitx li va dir que encara havia de "preparar un final, però, ja saps, una mica com la meva Novena, la simfonia no té una idea bàsica". Xostakóvitx va completar la simfonia el 29 de juliol en presència de Basner. "La nova simfonia encara és calenta i m'agrada", va dir Xostakóvitx a Glikman. "Però, potser després d'haver passat un temps, pensaré d'una altra manera". En una carta a Krzysztof Meyer datada el 16 de setembre, Xostakóvitx va dir: "Vaig acabar una altra simfonia: la meva Quinzena. Potser no hauria de compondre més, però no puc viure sense ella." Xostakóvitx va escriure a Šaginjan el 26 d'agost que la finalització de la simfonia en la qual havia "treballat dia i nit" el va deixar sentir com en un buit. A part d'un arranjament de la "Serenata" de Gaetano Braga (destinat a utilitzar-se en una òpera projectada no realitzada basada en "El monjo negre" d'⁣Anton Txékhov), Xostakóvitx va patir un període prolongat de bloqueig d'idees després de la finalització de la Quinzena Simfonia, idees que van acabar definitivament el març de 1973 amb la composició del Catorzè Quartet.

### Estrena
Poc després que Xostakóvitx acabés la Quinzena, va informar al seu fill Maksim, a qui finalment es va confiar la seva estrena. Kiríl·l Kondraixin, la primera opció del compositor, havia patit de sobte problemes cardíacs greus aquell estiu i no podia dirigir. El mateix dia que Xostakóvitx va completar la simfonia, ell i la seva dona van tornar a casa a Moscou. Allà va escoltar per primera vegada la simfonia, interpretada per Borís Txaikovski i Mieczysław Weinberg en una reducció per a dos pianos.
La partitura completa de la Quinzena Simfonia va ser enviada als copistes de la Unió de Compositors Soviètics el 9 de setembre en preparació de la seva estrena mundial, que s'havia anunciat per a la tardor de 1971. Uns dies després, el 17 de setembre, Xostakóvitx va patir el seu segon infart, que va requerir l'ajornament de la primera actuació de la simfonia. Va estar a l'hospital fins al 28 de novembre, després d'això va ser donat d'alta per continuar la recuperació en un sanatori de Barvikha. Malgrat la contínua debilitat en els braços i les cames de Xostakóvitx, la seva salut s'havia recuperat prou per a permetre-li assistir als assajos de l'estrena reprogramada. Finalment, va tenir lloc a la Sala Gran del Conservatori de Moscou el 8 de gener de 1972, interpretada per l'⁣Orquestra Simfònica de Ràdio i Televisió de tota la Unió sota la direcció de Maksim Xostakóvitx; també va dirigir l'estrena britànica amb la New Philharmonia Orchestra el 20 de novembre de 1972. Leopold Stokowski havia competit pels drets per dirigir l'estrena nord-americana, però va perdre davant Eugene Ormandy, que la va interpretar amb l'⁣Orquestra de Filadèlfia el 28 de setembre de 1972.

## Música

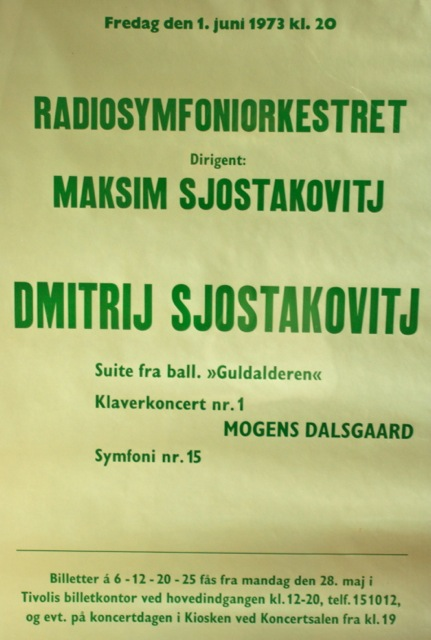
Cartell del 1973 que anuncia una interpretació de la Quinzena Simfonia de Xostakóvitx per l'⁣Orquestra Simfònica de la Ràdio Danesa dirigida per Maksim Xostakóvitx

La simfonia consta de quatre moviments, els dos del mig tocats sense interrupció.
1. Allegretto
2. Adagio – Largo – Adagio – Largo
3. Allegretto
4. Adagio – Allegretto – Adagio – Allegretto

Una actuació típica dura aproximadament 45 minuts.
El primer moviment comença amb dues campanades al glockenspiel, seguits d'un motiu de cinc notes a la flauta solista, acompanyat de cordes en pizzicato. Això condueix a un motiu galopant per a trompeta construït a partir de les dotze notes de l'escala cromàtica occidental. Hugh Ottaway va observar que l'ús de Xostakóvitx d'aquests motius en aquesta simfonia crea un "camp tonal ampliat en el qual "cromàtica" i "diatònica" deixen de ser distincions significatives". Al llarg del moviment es repeteixen cites de l'obertura de Guillaume Tell de Gioacchino Rossini.
Un coral de metalls obre el segon moviment, que dona pas a un solo de violoncel. Aquests temes s'alternen amb un motiu fúnebre puntejat introduït per un parell de flautes solistes, després reprès per un trombó solista, que arriba a un clímax fortssissimo. Una reafirmació de les cordes apagades del coral d'obertura s'esvaeix en un repic de timbals, després del qual els fagots anuncien l'inici del tercer moviment scherzando.
El finale conté diverses cites, començant amb el "motiu del destí" de Der Ring des Nibelungen de Richard Wagner, després el motiu inicial del Tristany und Isolde, abans de passar a una reminiscència de Mikhail Glinka. "No em tempteu innecessàriament". Un tema de passacaglia, que s'ha dit que tenia una semblança amb la marxa de la Setena Simfonia de Xostakóvitx, crea un altre clímax poderós. La simfonia acaba amb la celesta reafirmant el motiu inicial de la simfonia, seguit d'un acord obert de la major sostingut sobre una part de percussió que recorda l'scherzo de la seva Quarta Simfonia, que finalment es resol amb un do sostingut de tres octaves.

## Instrumentació
| - Flautí - Flautes 1 i 2 - Oboès 1 i 2 - Clarinets 1 i 2 en La - Fagots 1 i 2 - Trompes 1, 2, 3 i 4 - Trompetes 1, 2 i 3 - Trombons 1, 2 i 3 - Tuba | - Timbales - Triangle - Castanyetes - Caixa xinesa - Fuet - Tom-tom (soprano) - Pandereta (militar) - Plat - Bombo - Tam-tam - Campanes - Xilòfon - Vibràfon | - Celesta - Violins primers - Violins segons - Violes - Violoncels - Contrabaixos |

El compositor va indicar a la partitura que el nombre d'instruments enumerats era el mínim requerit, però "si n'hi ha més, seria millor".

## Recepció

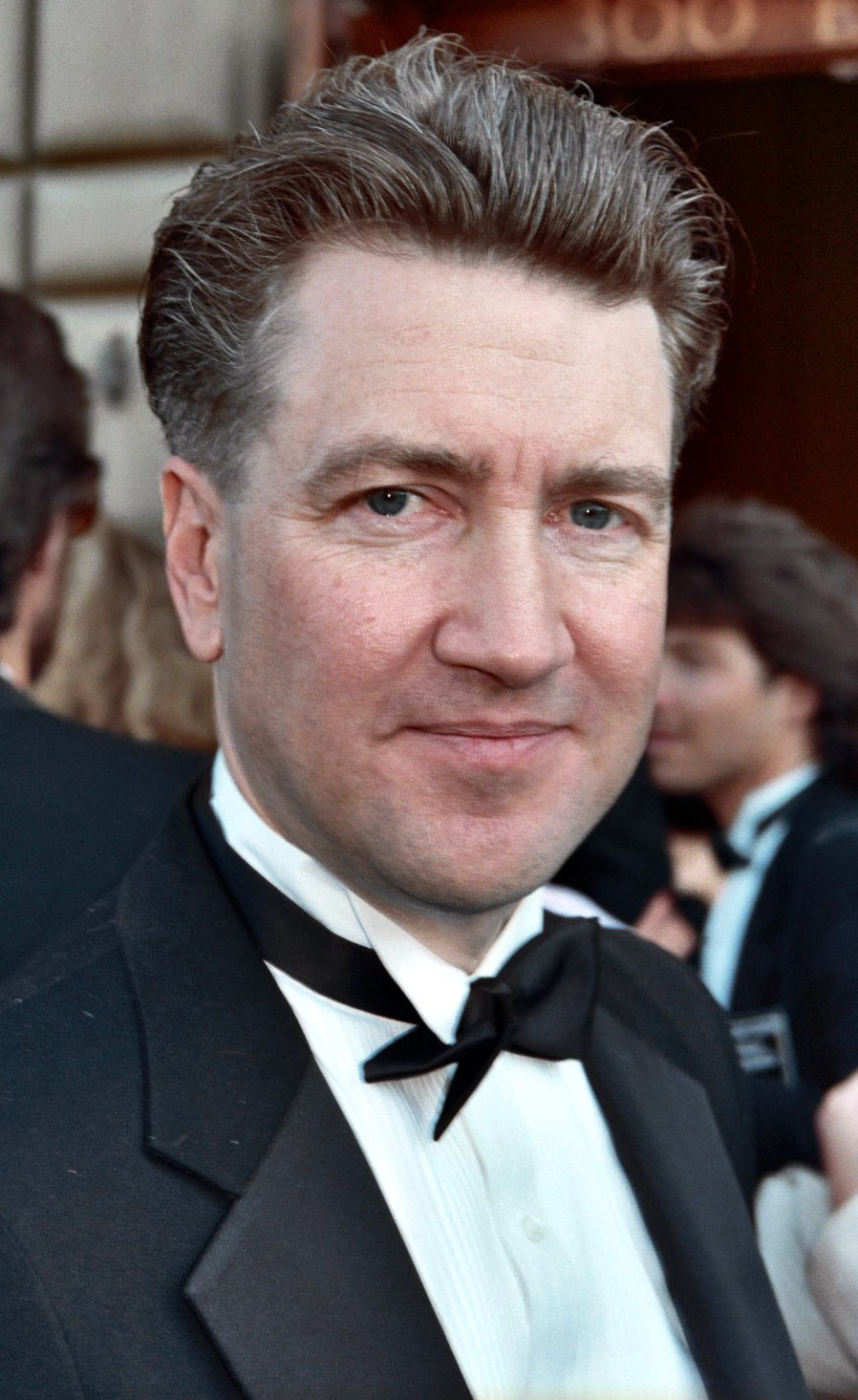
David Lynch va citar la Simfonia núm. 15 de Xostakóvitx com una influència important en la realització de la seva pel·lícula Blue Velvet

En escoltar la seva primera actuació, Xostakóvitx va comentar que havia compost una "simfonia perversa". Va ser rebut amb una ovació pel públic en la seva estrena. Entre els seus admiradors hi havia la seva amiga Marietta Šaginjan, que després de la primera actuació va fer el senyal de la creu sobre ell i va exclamar: "No has de dir, Dmitri Dmitrievitx, que no estàs bé. Estàs bé, perquè ens has fet feliços!" Tíkhon Khrénnikov va elogiar la simfonia com una de les "més profundes" de Xostakóvitx, i va afegir que estava "plena d'optimisme [i] creença en la força inesgotable de l'home". El primer moviment va rebre elogis especials de Norman Kay a Anglaterra, que el va anomenar un "tour de força de concentració, autodissolució i economia musical". Eric Roseberry va assenyalar que els timbres instrumentals de la simfonia i l'ús de la passacaglia van suggerir que Xostakóvitx havia estat influenciat per les òperes tardanes del seu amic, Benjamin Britten. Ievgeni Mravinski, que va dirigir l'estrena de Leningrad de la simfonia, es va trobar "aclaparat" durant el seu estudi de la partitura, dient a la seva dona que continuaria tornant a aquesta simfonia "autobiogràfica" fins al "final dels seus dies".
L'ús per part de Xostakóvitx de cites i al·lusions a diverses obres d'ell mateix i d'altres compositors ha atret especulacions des de la seva estrena. Inicialment, va descriure el primer moviment com "la infància, només una botiga de joguines sota un cel sense núvols"; més tard, va advertir als oients que no prenguessin "aquesta definició amb massa precisió". Quan va descriure la música i el procés de composició de la simfonia, Xostakóvitx va dir que encara sentia la música com ho sentia quan era nen. Tot i que va mantenir que no va poder explicar el seu ús estès de la cita musical, també va dir que "no podia, no podia, no incloure'ls." Va informar a Glikman i a Krzysztof Meyer que feia ús de "cites exactes" de Beethoven, així com de Rossini i Wagner, i que havia estat sota la influència de la música de Mahler mentre componia la simfonia. Segons Maksim Xostakóvitx, el seu pare l'havia instat a no revelar a l'orquestra en el primer assaig que hi hauria una cita de Rossini en el primer moviment: "Vull veure'ls la cara quan hi vinguin".
Maksim Xostakóvitx va expressar l'opinió que per a ell la simfonia reflectia "els grans problemes filosòfics del cicle vital d'un home". Més tard va comparar l'obra amb una "simfonia de cambra" que descrivia la vida humana a través de la "presó de l'existència". Un altre director, Kurt Sanderling, va escoltar la música com sobre la soledat i la mort, i que cap altra obra de Xostakóvitx li semblava tan "radicalment horrible i cruel". Alfred Schnittke, la música del qual va estar profundament influenciada per Xostakóvitx, va sostenir que la Quinzena era una "cruïlla de camins en el temps" on "el passat entra en noves relacions amb el present i, com el fantasma del pare de Hamlet, s'introdueix en la realitat de la música i realment la forma". Per a Aleksandr Ivaixkin, l'ús inusual de la cita per part de Xostakóvitx va indicar una consciència de la impossibilitat de compondre una simfonia "pura", amb les cites creant una xarxa de les seves pròpies correspondències sobre l'"esquelet tradicional de la simfonia".
La Quinzena Simfonia de Xostakóvitx també ha exercit influència més enllà de la música. El director David Lynch la va citar com una influència important a la seva pel·lícula de 1986 Blue Velvet : "Vaig escriure el guió de Xostakóvitx: núm. 15 en la major. Simplement vaig seguir interpretant la mateixa part, una vegada i una altra". Durant el rodatge, Lynch va col·locar altaveus al plató i va tocar la simfonia per tal de transmetre l'estat d'ànim que volia. Més tard va demanar que Angelo Badalamenti compongués una partitura per a la pel·lícula que fos "com Xostakóvitx".